# Дарко Лазовић
Дарко Лазовић (Чачак, 15. септембар 1990) је српски фудбалер који је тренутно слободан играч, а најскорије је наступао за Верону. Игра на средини терена.

## Каријера

### Борац Чачак
Фудбал је почео да тренира са шест година у чачанском Борцу. За сениорски тим Борца је дебитовао 2. марта 2008. у суперлигашком против кулског Хајдука, када је тренер Борца био Милован Рајевац. Први лигашки гол за Борац постиже 22. марта 2009. у утакмици Суперлиге Србије против Војводине. У дресу Борца је одиграо укупно 42 лигашке утакмице, у којима је постигао 6 голова.
Добрим партијама у дресу Борца привукао је пажњу неколико европских клубова међу којима су били немачка Херта и енглески Тотенхем хотспер.

### Црвена звезда
Дана 26. јуна 2009. је потписао четворогодишњи уговор са Црвеном звездом. Због повреде је пропустио почетак сезоне 2009/10. Дебитовао је у победи против Металца (3:0), када је ушао у игру у 65. минуту уместо Николе Васиљевића. Те сезоне је у шампионату одиграо девет мечева и постигао један гол у победи против Смедерева од 2:1, а у освајању Купа је у два сусрета постигао два поготка, оба у шеснаестини финала против Младости из Лучана (6:1).
Стандардан у тиму је постао у сезони 2010/11, када му је Роберт Просинечки пружио прилику по преузимању тима у пролећном делу. На 16 лигашких утакмица постигао је два поготка, по један против Слободе (5:1) и Војводине (2:0). Одличне игре пружио је у сезони 2011/12, када је помогао клубу да стигне до трофеја у Купу. Против Партизана је у полуфиналу постигао гол у 63. минуту за вођство од 1:0, а црвено-бели су касније постигли још један гол за коначан резулзат 2:0. Звезда је у финалу славила против Борца из Чачка са 2:0, а Дарко је у најмасовнијем такмичењу на укупно шест мечева једном био стрелац, док је у првенству седам пута погодио мрежу на 27 утакмица укључујући победоносни погодак против Смедерева (1:0) и два против БСК Борче (4:1). Уписао се и у квалификацијама за Лигу Европе против Вентспилса (7:0). Уврштен је и у идеални тим сезоне, а раније је изабран и за најбољег младог играча првенства.
У шампионату Србије 2012/13. на 23 меча четири пута је био стрелац, али ни из четвртог пута са Звездом није стигао до шампионског пехара. У мају 2013. је доживео тешку повреду на „Вечитом дербију“ због које је дуго паузирао, па се у тим вратио у пролећном делу сезоне 2013/14. Представљао је велико појачање за екипу Славише Стојановића. Одиграо је пролећни део у одличној форми, својим брзим продорима и головима помогао је Звезди да стигне до титуле 2014. године. На 14 утакмица постигао је пет погодака, један против Вождовца (5:1), три против Чукаричког (4:1), а уписао се и против ОФК Београда (4:2), када је обезбеђена и прослављена 26. титула првака.
У сезони 2014/15, својој шестој сезони у клубу, био је по први пут најбољи стрелац екипе са 10 погодака на 30 мечева у свим такмичењима (28 у првенству и два у купу). Црвено-бели нису имали игру и резултате, али је Лазовић пружио коректне партије и једно време носио капитенску траку. Посебно се истакао у пролећном делу са по два поготка на гостовањима против Јагодине (3:2) и Доњег Срема (3:1) и ОФК Београда (4:2), уз победоносни гол против Напретка (1:0), а још је био стрелац у својој последњој сезони у Звездином дресу и против Борца (3:1), Јагодине (3:0) и Рада (2:1). Опростио се као капитен против лучанске Младости у победи Звезде од 3:1 у последњем колу.
За шест сезона у дресу Црвене звезде је одиграо 142 такмичарске утакмице, постигао 34 гола и учествовао у освајању шампионске титуле 2014. године и два Купа Србије 2010. и 2012. године.

### Ђенова
У јулу 2015. године је потписао уговор са италијанском Ђеновом.

## Репрезентација
За сениорску репрезентацију Србије је дебитовао 14. децембра 2008. у пријатељској утакмици против Пољске.

## Статистика

### Клупска
Ажурирано 10. новембра 2022.
| Клуб              | Сезона            | Лига              | Лига    | Лига   | Куп     | Куп    | Европа  | Европа | Остало  | Остало | Укупно  | Укупно |
| Клуб              | Сезона            | Дивизија          | Наступи | Голови | Наступи | Голови | Наступи | Голови | Наступи | Голови | Наступи | Голови |
| ----------------- | ----------------- | ----------------- | ------- | ------ | ------- | ------ | ------- | ------ | ------- | ------ | ------- | ------ |
| Борац Чачак       | 2007/08.          | Суперлига Србије  | 14      | 3      | 0       | 0      | 0       | 0      | 0       | 0      | 14      | 3      |
| Борац Чачак       | 2008/09.          | Суперлига Србије  | 28      | 3      | 2       | 1      | 5       | 1      | 0       | 0      | 35      | 5      |
| Борац Чачак       | Укупно            | Укупно            | 42      | 6      | 2       | 1      | 5       | 1      | 0       | 0      | 49      | 8      |
| Црвена звезда     | 2009/10.          | Суперлига Србије  | 9       | 1      | 2       | 2      | 0       | 0      | 0       | 0      | 11      | 3      |
| Црвена звезда     | 2010/11.          | Суперлига Србије  | 16      | 2      | 3       | 0      | 0       | 0      | 0       | 0      | 19      | 2      |
| Црвена звезда     | 2011/12.          | Суперлига Србије  | 27      | 7      | 6       | 1      | 4       | 1      | 0       | 0      | 37      | 9      |
| Црвена звезда     | 2012/13.          | Суперлига Србије  | 23      | 4      | 2       | 1      | 6       | 0      | 0       | 0      | 31      | 5      |
| Црвена звезда     | 2013/14.          | Суперлига Србије  | 14      | 5      | 0       | 0      | 0       | 0      | 0       | 0      | 14      | 5      |
| Црвена звезда     | 2014/15.          | Суперлига Србије  | 28      | 10     | 2       | 0      | 0       | 0      | 0       | 0      | 30      | 10     |
| Црвена звезда     | Укупно            | Укупно            | 117     | 29     | 15      | 4      | 10      | 1      | 0       | 0      | 142     | 34     |
| Ђенова            | 2015/16.          | Серија А          | 15      | 0      | 1       | 0      | —       | —      | —       | —      | 16      | 0      |
| Ђенова            | 2016/17.          | Серија А          | 33      | 2      | 3       | 0      | —       | —      | —       | —      | 36      | 2      |
| Ђенова            | 2017/18.          | Серија А          | 21      | 0      | 3       | 0      | —       | —      | —       | —      | 24      | 0      |
| Ђенова            | 2018/19.          | Серија А          | 33      | 3      | 1       | 0      | —       | —      | —       | —      | 34      | 3      |
| Ђенова            | Укупно            | Укупно            | 102     | 5      | 8       | 0      | —       | —      | —       | —      | 110     | 5      |
| Верона            | 2019/20.          | Серија А          | 38      | 3      | 1       | 0      | —       | —      | —       | —      | 39      | 3      |
| Верона            | 2020/21.          | Серија А          | 32      | 3      | 1       | 0      | —       | —      | —       | —      | 33      | 3      |
| Верона            | 2021/22.          | Серија А          | 34      | 1      | 1       | 1      | —       | —      | —       | —      | 35      | 2      |
| Верона            | 2022/23.          | Серија А          | 10      | 0      | 0       | 0      | —       | —      | —       | —      | 10      | 0      |
| Верона            | Укупно            | Укупно            | 114     | 7      | 3       | 1      | —       | —      | —       | —      | 117     | 8      |
| Укупно у каријери | Укупно у каријери | Укупно у каријери | 375     | 47     | 28      | 6      | 15      | 2      | 0       | 0      | 415     | 55     |

### Репрезентативна
Ажурирано 27. септембра 2022.
| Репрезентација | Година | Наступи | Голови |
| -------------- | ------ | ------- | ------ |
| Србија         | 2008.  | 1       | 0      |
| Србија         | 2009.  | 0       | 0      |
| Србија         | 2010.  | 0       | 0      |
| Србија         | 2011.  | 0       | 0      |
| Србија         | 2012.  | 3       | 0      |
| Србија         | 2014.  | 1       | 0      |
| Србија         | 2019.  | 4       | 0      |
| Србија         | 2020.  | 6       | 0      |
| Србија         | 2021.  | 6       | 0      |
| Србија         | 2022.  | 4       | 0      |
| Укупно         | Укупно | 25      | 0      |

## Голови за репрезентацију
Ажурирано 18. октобра 2023.
| #  | Датум         | Место             | Противник | Гол   | Резултат | Такмичење                 |
| -- | ------------- | ----------------- | --------- | ----- | -------- | ------------------------- |
| 1. | 20. јун 2023. | Разград, Бугарска | Бугарска  | 1 : 1 | 1 : 1    | Квалификације за ЕП 2024. |

## Трофеји и награде

### Екипно
Црвена звезда
- Суперлига Србије (1): 2013/14.
- Куп Србије (2): 2009/10, 2011/12.

### Појединачно
- У децембру 2011. је проглашен за најбољег младог играча Суперлиге Србије.[13]
- Најбољи тим Суперлиге Србије: 2011/12.